# Adolf Alois Pascher
Adolf Alois Pascher ( 1881 - 1945 ) fue un botánico, pteridólogo, algólogo, y micólogo alemán.
En 1888 fue promovido en Breslau a Profesor extraordinario, enseñando en la Technischen Hochschule Karlsruhe hasta 1893, y desde 1904 hasta 1915 como Profesor en la Academia forestal de Eisenach.
Publicó junto a los artículos científicos de criptógamas y de Bacteriología, obras de Fisiología vegetal.

## Algunas publicaciones
- adolf a. Pascher. 1927. Die braune algenreihe aus der verwandtschaft der Dinoflagellaten (Dinophyceen).

- ---------------------. 1907. Conspectus Gagearum Asiae

### Libros
- adolf a. Pascher, josef Schiller, walter Migula. 1925. Heterokontae, Phaeophyta, Rhodophyta, Charophyta. Issue 11 de Die Süsswasser-Flora Deutschlands, Österreichs und der Schweiz. 250 pp.

- ---------------------. 1912. Über Rhizopoden- und Palmellastadien bei Flagellaten (Chrysomonaden): nebst einer Übersicht über die braunen Flagellaten. Editor Fischer, 48 pp.

- ---------------------. 1909. Zur Kenntnis zweier mediterraner Arten der Gattung Gagea (Gagea foliosa R. Sch., Gagea peduncularis Pasch.) Editor C. Heinrich. 32 pp.

- La abreviatura «Pascher» se emplea para indicar a Adolf Alois Pascher como autoridad en la descripción y clasificación científica de los vegetales.[1]